# Hot Nigga
«Hot Nigga» (в альбоме отцензурировано как «Hot N*gga», на радио отредактировано как «Hot Boy» или «Hot Ni») — дебютный сингл американского рэпера Бобби Шмурды. Он был выпущен для цифрового скачивания 25 июля 2014 года лейблом Epic Records. В песне используется инструментал Jahlil Beats, который первоначально был использован Ллойдом Бэнксом для его песни «Jackpot» 2012 года. Музыкальное видео содержит танцевальную комбинацию, которая впоследствии была названа «Shmoney dance» (танец Shmoney). Песня и клип стали популярными в 2014 году среди пользователей Vine, что привело к появлению феномена «Shmoney dance». Кроме того, различными рэперами было сделано несколько неофициальных ремиксов. Песня заняла шестое место в американском чарте Billboard Hot 100, став первым и единственным синглом артиста, попавшим в топ-10 в Соединенных Штатах. Песня «Hot Nigga» стала коммерчески успешной и была удостоена платиновой сертификации в Соединенных Штатах.

## Музыкальное видео
Официальное музыкальное видео было загружено на аккаунт Шмурды на Vevo 1 августа 2014 года. Видео было снято весной 2014 года и изначально загружено на YouTube Мэйном Фетти 28 марта 2014 года. Клип был записан в Ист-Флэтбушэ, Бруклин, и по состоянию на июль 2022 года видео на его канале Vevo набрало более 811 миллионов просмотров на YouTube.

## Ремиксы
С тех пор были выпущены фристайлы различных рэперов, среди которых Juicy J, Френч Монтана, Lil’ Kim, Лил Уэйн, Gunplay, T.I., Jeezy, Lil Herb, Эйс Худ, Shy Glizzy и Problem.
Было выпущено два официальных ремикса. 29 августа 2014 года Шмурда выпустил регги-ремикс, в котором приняли участие Джуниор Рид, Мавадо, Popcaan и Jah X. Другой ремикс при участии Fabolous, Jadakiss, Chris Brown, Rowdy Rebel, Busta Rhymes и Yo Gotti был выпущен 5 сентября 2014 года.

## В массовой культуре
Песня и клип стали популярными в 2014 году среди пользователей Vine, что привело к появлению мемов «Shmoney dance» (таких как «Where They At Tho?», «21» и др.). Одна строчка из песни «About a week ago!» появилась в подавляющем большинстве этих вайнов и сыграла большую роль в распространении песни. В июле 2014 года Бейонсе исполнила это танцевальное движение на одной из площадок своего тура On the Run Tour. Это движение также выполнял приемник НФЛ Брэндон Гибсон после тачдауна.
Дрейк использовал эту песню во время церемонии вручения премии ESPY 2014.

## Чарты
| Чарт (2014—2015)                           | Высшая позиция |
| ------------------------------------------ | -------------- |
| Бельгия/Фландрия (Ultratip Bubbling Under) | 83             |
| Бельгия/Фландрия (Ultratop Urban)          | 26             |
| Канада (Billboard Canadian Hot 100)        | 34             |
| Франция (SNEP)                             | 131            |
| Великобритания (OCC UK Singles)            | 74             |
| Великобритания (OCC UK Hip Hop/R&B)        | 10             |
| США (Billboard Hot 100)                    | 6              |
| США (Billboard Hot R&B/Hip-Hop Songs)      | 1              |
| США (Billboard Rhythmic)                   | 16             |

| Чарт (2014)                       | Позиция |
| --------------------------------- | ------- |
| Billboard Hot 100                 | 54      |
| Hot R&B/Hip-Hop Songs (Billboard) | 14      |

## Сертификации
| Регион                                                                      | Сертификация  | Продажи   |
| --------------------------------------------------------------------------- | ------------- | --------- |
| Дания (IFPI Danmark)                                                        | Золотой       | 45 000    |
| Великобритания (BPI)                                                        | Золотой       | 400 000   |
| США (RIAA)                                                                  | 5× Платиновый | 5 000 000 |
| Данные о продажах + прослушиваниях приведены только на основе сертификации. |               |           |